# Amphimallon modestus
Amphimallon modestus är en skalbaggsart som beskrevs av Leon Fairmaire 1879. Amphimallon modestus ingår i släktet Amphimallon och familjen Melolonthidae. Inga underarter finns listade i Catalogue of Life.